# Covers (James Blake)
Covers è un EP del cantautore e produttore britannico James Blake, pubblicato l'11 dicembre 2020.

## Descrizione
Dopo la pubblicazione nel corso del 2020 di due cover (Godspeed e The First Time Ever I Saw Your Face), viene pubblicato l'EP composto da 6 cover di canzoni interpretate con voce e pianoforte. I brani scelti provengono da decenni e generi molto diversi fra loro: da Billie Eilish a Roberta Flack, da Frank Ocean a Stevie Wonder. L'11 settembre viene pubblicato su YouTube il video musicale di Godspeed.

## Accoglienza
| Recensione      | Giudizio |
| --------------- | -------- |
| AllMusic        |          |
| Financial Times |          |

Diverse testate, principalmente estere, accolgono il disco con grande entusiasmo, riconoscendo all'artista di aver saputo interpretare i brani in maniera intima ed essenziale, arrivando a togliere alcune delle sonorità presenti nelle tracce originali.

## Tracce
1. when the party's over (cover When the Party's Over) – 3:13 (Finneas O'Connell)
2. Athmospere (cover Atmosphere) – 3:58 (Ian Curtis, Peter Hook, Stephen Morris, Bernard Sumner)
3. Never Dreamed You'd Leave in Summer (cover Never Dreamed You'd Leave in Summer) – 2:41 (Stevie Wonder, Syreeta Wright)
4. Godspeed (cover Godspeed) – 2:54 (Christopher Breaux, Kim Burrell, Om'Mas Keith, Elliott Smith)
5. When We're Older (estratto dall'album The Lion King: The Gift di Beyoncé) – 3:03 (Sydney Bennett, Beyoncé, James Blake, Nick Green, Abisagboola Oluseun, Dave Rosser)
6. The First Time Ever I Saw Your Face (cover [The First Time Ever I Saw Your Face]) – 4:02 (Ewan MacColl)